# Оркулиды
Оркулиды (лат. Orculidae) — семейство брюхоногих моллюсков, живущих на суше. Раковина варьируется от цилиндрической до конической формы, вьётся как в правую, так и в левую сторону, длиной от 3 до 10 мм. Встречаются преимущественно среди мхов, листьев и среди мусора. Распространены в странах Центральной и Южной Европы, Центральной Азии, Северной и Южной Африке и на Мадагаскаре. В европейской фауне насчитывается около 32 видов.

## Систематика
В семейство включены следующие роды:

- Alvariella Hausdorf 1996
- † Nordsieckula Harl & Harzhauser in Harzhauser et al., 2014
- Orcula Held, 1838
- Orculella Steenberger, 1925
- Pilorcula Germain, 1912
- † Pupilorcula Steklov, 1966
- Schileykula Gittenberger, 1983
- Sphyradium Charpentier, 1837

### Синонимы
- Mesorculella Schileyko, 1976: синоним для Orculella Steenberg, 1925
- Pupula Mörch, 1852: синоним для Orcula Held, 1838
- Scyphus Cecconi, 1908: синоним для Sphyradium Charpentier, 1837